# Bangbel
Bangbel, aussi connu sous le nom de Bangbale est un village Camerounais. Il fait partie de la commune de Bétaré-Oya, dans le département Lom-et-Djérem de la région de l'Est. Le village de Bangbel se trouve au carrefour des routes allant à Bétaré-Oya et Kissi.

## Population
D'après le recensement de 1966, Bangbel comptait 727 habitants. Il en comptait 1 128 en 2005.